# Jacek Traczyk
Jacek Traczyk (ur. 9 lutego 1968 w Łodzi) – polski piłkarz grający na pozycji pomocnika. Piłkarską karierę rozpoczynał w ŁKS-ie Łódź, w którego barwach w sezonie 1987/1988 zadebiutował w rozgrywkach I ligi. Wiosną 1990 trafił do Zawiszy Bydgoszcz, w którym rozegrał jedno spotkanie a jesienią został zesłany do rezerw. Następnie powrócił do ŁKS-u i był jego podstawowym graczem. W 1992 przeszedł do Boruty Zgierz, a później do Petrochemii Płock. Wraz z nią wywalczył awans do I ligi i w sezonie 1994/1995 wystąpił w 22 pojedynkach, strzelając jednego gola. Swoją karierę kontynuował później w m.in. Koronie Kielce i RKS-ie Radomsko. Po jej zakończeniu podjął pracę jako trener z juniorami ŁKS-u. Obecnie trener MKS Piaseczno.